# يتسكي أويدا
يتسكي أويدا (باليابانية: 上田 樹) (مواليد 28 يونيو 2001) هو لاعب كرة قدم ياباني.

## وصلات خارجية
- يتسكي أويدا على موقع رابطة كرة القدم اليابانية للمحترفين (اليابانية)
- يتسكي أويدا على موقع قاعدة بيانات كرة القدم.إي يو (الإنجليزية)
- يتسكي أويدا على موقع Soccerway.com (الإنجليزية)
- يتسكي أويدا على موقع عالم كرة القدم.نت (الإنجليزية)